# Кампо-Формійський мир

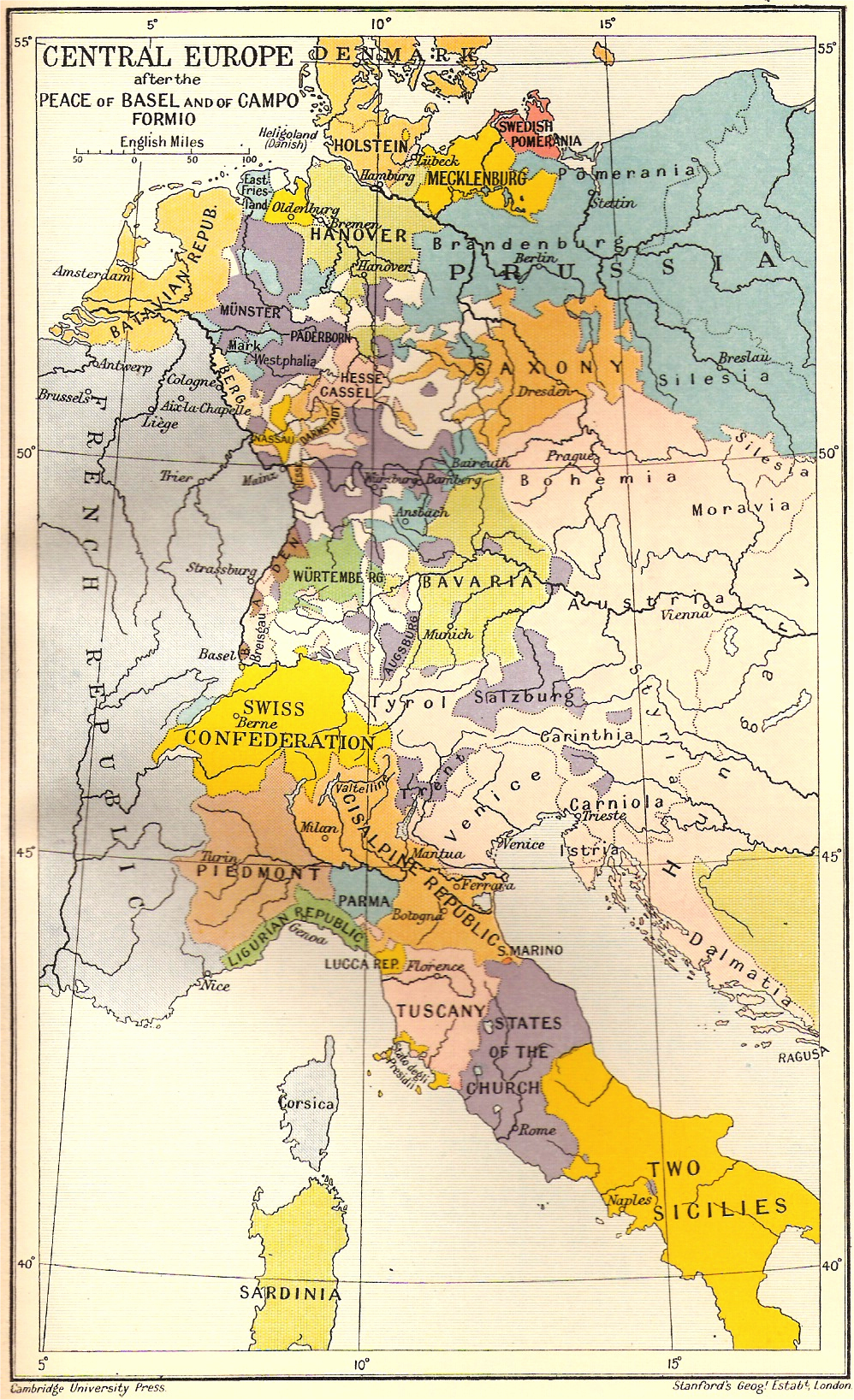
Межі держав після Кампо-Формійського миру

Ка́мпо-Формі́йський мир — мирна угода між Францією та Австрією, укладена 17 жовтня 1797 у Пассеріано, поблизу селища Кампо-Форміо (Campo Formio) (Італія). З боку Французької республіки підписана генералом Наполеоном Бонапартом, з боку Австрії — графом Кобенцлем. Угода підсумувала успішну для Французької республіки війну проти Австрії й оформила вихід Австрії з 1-ї антифранцузької коаліції.
На перемовинах проявились дипломатичні здібності Бонапарта, які, на думку багатьох джерел тієї епохи, не поступалися його військовому генію.

## Умови миру
Кордонами Французької республіки визнавались її «природні межі»: Рейн, Альпи, Середземне море, Піренеї, Атлантичний океан. За угодою, Цизальпійська республіка була утворена з Ломбардії, герцоґств Реджіо, Модена, Мірандола, з трьох легатств — Болонського, Феррарського та Романського, з Вальтеліни й частини венеційських володінь на правому березі Адідже — Бергамо, Брешіа, Кремона та Полезіна. Австрія також визнавала Лігурійську республіку. Іонічні острови відходили до Франції.
Австрія також поступалась Франції Австрійськими Нідерландами та іншими територіями Священної Римської імперії на лівому березі Рейну. Відповідно до таємної статті угоди Австрія зобов'язувалась на Раштаттському конгресі (1797—1799) надати підтримку Франції у закріпленні за нею територій на лівому березі Рейну. Було укладено домовленість, що важливий плацдарм Майнц передавався французьким військам за військовою конвенцією, яку буде укладено у Раштадті, де зустрінуться французький уповноважений та граф Кобенцль. Всі правителі, що втратили володіння на левому березі Рейну, мали отримати компенсацію на правому березі з земель, що відбирались шляхом секуляризації у князів церкви. Угода про європейський мир мала обговорюватись у Раштадті.
Австрія як компенсацію отримала місто Венецію та венеційські області на лівому березі Адідже, а також володіння Венеційської республіки у Істрії та Далмації. Цим самим населення Австрійської імперії збільшувалось на понад 2 млн осіб.
Герцог Модени Ерколе III, що втратив свої володіння у Італії, отримав герцогство Брайсгау у Південній Німеччині.

## Наслідки Кампо-Формійського миру
7 грудня 1797 року Наполеон Бонапарт прибув до Парижа, а 10 грудня його тріумфально зустріла Директорія у повному складі в Люксембурзькому палаці. Незліченний натовп народу зібрався біля палацу, найбурхливіші вигуки та аплодисменти вітали Наполеона, коли він прибув до палацу.
Угода проторувала Франції шлях до гегемонії в Італії та забезпечив створення французьких плацдармів в Албанії та на Іонічних островах. Австрії, що зазнала поразки, Угода дала час для підготовки до боротьби проти Французької республіки у новій коаліції європейських держав.